# Euathlus truculentus
Euathlus truculentus là một loài nhện trong họ Theraphosidae.
Loài này thuộc chi Euathlus. Euathlus truculentus được Ludwig Carl Christian Koch miêu tả năm 1875.